# Генрих (князь Сандомирский)
Генрих Сандомирский (пол. Henryk Sandomierski; ок. 1130 — 18 октября 1166) — представитель династии Пястов, один из польских князей периода феодальной раздробленности. Сын Болеслава III и Саломеи фон Берг-Шельклиген, дочери герцога Бергского.

## Биография
После изгнания брата Владислава (1146) получил удельное княжество со столицей в Сандомире. В 1149 пришёл на помощь киевскому князю Изяславу Мстиславичу. Известен участием в сражениях в Палестине (1154—1155). Погиб во время похода на язычников-пруссов.
Княжество завещал брату Казимиру II, но старший брат Болеслав отдал тому только Вислицу, часть отдал Мешко III, а сам овладел большинством земель Генриха.

## Семья и дети
Жена (предположительно): Евдокия, дочь Владимира Володаревича, основателя первой Галицкой династии. Детей не было.

## В литературе
Роман польского писателя Ярослава Ивашкевича «Красные щиты», описывает судьбу Генриха, князя Сандомирского.